# 산동면 (남원시)
산동면(山東面)은 대한민국 전북특별자치도 남원시의 면이다.

## 개요
남원시에서 동북쪽으로 15km지점인 동경 127도 28분 북위 28도 9분에 위치 하고 있으며, 동쪽으로는 장수군 번암면, 남쪽으로는 운봉읍 및 이백면, 서쪽으로는 도통동 요천마을, 갈치마을, 북쪽으로는 보절면이 인접하고 있다. 국도 19호선(남해∼원주)이 동서쪽으로 관통하고 있고 광주대구고속도로가 일부 마을을 지나고 있다. 산동면의 전체 면적은 5,049ha로 남원시 전체면적의 7.4%를 차지하며, 전답별 비율은 답 553.8ha로 농경지의 80.7%이며, 전은 132.3ha로 농경지의 19.2%이다. 임야는 4,363ha로 산동면 전체의 86%에 해당한다.

## 법정리
- 대기리(大基里)
- 대상리(大上里)
- 목동리(木洞里)
- 부절리(釜節里)
- 식련리(植連里)
- 월석리(月席里)
- 태평리(太平里)

## 교육
- 산동초등학교